# Pobre mariposa
Pobre Mariposa is een Argentijnse film uit 1986 die werd geregisseerd door Raúl de la Torre. De film werd dat jaar gepresenteerd op het Filmfestival van Cannes.

## Korte inhoud
De film speelt zich af in Buenos Aires in 1945, waar Clara (Graciela Borges), een jonge half-joodse vrouw, zich bewust wordt van de oorzaken van de politieke conflicten van haar tijd. De vader van Clara was een communist, die de nazi's in Argentinië bevocht en een lijst had van de topnazi-vluchtelingen en van hun contactpersonen. Door een vroegere minnaar begint Clara, die een succesvol journaliste is geworden, anders tegen haar joodse afkomst aan te kijken. Ondertussen luidt de politieke storm die door Argentinië waait het begin in van het peronistische tijdperk.

## Rolverdeling
| Acteur                | Personage |
| --------------------- | --------- |
| Graciela Borges       | Clara     |
| Lautaro Murúa         |           |
| Pepe Soriano          | Shloime   |
| Víctor Laplace        | Jose      |
| Bibi Andersson        | Gertrud   |
| Duilio Marzio         |           |
| Cipe Lincovsky        | Juana     |
| Fernando Fernán Gómez |           |
| Ana María Picchio     | Irma      |
| China Zorrilla        |           |
| Augusto Bonardo       |           |
| Cacho Fontana         |           |
| Luis Minces           |           |
| Sara Aicen            |           |